# Набэсима Наринао
Набэсима Наринао (яп. 鍋島 斉直, 20 октября 1780 — 13 марта 1839) — японский даймё периода Эдо, 10-й правитель княжества Сага (1805—1830).

## Биография
Старший сын Набэсимы Харусигэ, 9-го даймё Саги. Мать, наложница из рода Фукуока.
В 1805 году Наотака сменил своего отца Харусигэ на посту даймё. После чего сёгун Токугава Иэнари подарил Набэсиме иероглиф из своего имени, и он изменил свое имя на Наринао (斉直). Примерно в это же время княжество Сага имело долг в 15 000 кан и было на грани банкротства. По этой причине Наринао решил начать реформу управления княжеством, чтобы восстановить финансы.
Реформа, предложенная Наринао, заключалась в упрощении административной организации, то есть в политике экономии средств за счёт устранения ненужных институтов. Сначала было упразднено дочернее княжество Хидзэн-Касима, а затем даймё отказался от охранных обязанностей порта Нагасаки. В частности, охрана Нагасаки стоила больших денег и мучила многих даймё в течение нескольких поколений, поэтому Наринао планировал тайно передать обязанности по обеспечению безопасности Нагасаки княжеству Кумамото. Однако это тайное соглашение было раскрыто бакуфу, после чего агент Набэсимы совершил сэппуку. 
Упразднение княжества Касима также не удалось из-за сопротивления со стороны других дочерних княжеств Хасуноикэ и Оги. В 1819 году резиденция даймё была уничтожена пожаром. В 1828 году тайфун Зибольда, унесший жизни одного миллиона человек, нанёс серьёзный ущерб, ещё больше ухудшил финансовое положение и увеличил долг до 130 000 рё.
Поэтому в 1830 году Наринао передал управление княжеством своему семнадцатому сыну Набэсиме Наомасе и ушёл в отставку. Однако после выхода на покой Наринао сохранил реальную властью. В 1839 году Набэсима Наринао умер в возрасте 58 лет. Его каймё было Гисё-индэн Кэио Тоэй Дайкодзи (巍松院殿桂翁道栄大居士).

## Семья
Жена, Сати, вторая дочь Икэды Харумити. Её дети:
- Масуко, жена Абэ Масаясу[яп.], даймё Фукуямы, позже жена Датэ Мунэнари.
- Набэсима Наомаса, семнадцатый сын
- Хикари (1818—1862), жена Мацудайры Наритоки[яп.], даймё Мацуэ

Дети от наложницы Аягавы:
- Кумасиро Кэнсай (1808—1860), приёмный сын Кумасиро Наоёси
- Камохимэ (1811—1829), жена Набэсимы Сигэёси[яп.]
- Набэсима Сигэкай (1815—1861), восемнадцатый сын

Дети от наложницы Такиуры:
- Набэсима Наотака, пятый сын
- Набэсима Сигэмаса, четырнадцатый сын и приёмный сын Набэсимы Сигэоми

Дети от наложницы Такиэ:
- Сигэко (1811—1852), жена Кудзэ Митики

Дети от наложницы Омасу:
- Набэсима Наонага, тринадцатый сын и приёмный сын Набэсимы Наонори

Дети от наложницы Хисауры:
- Набэсима Сигэмото (1830—1863), двадцать шестой сын

Дети от наложницы Хару:
- Отами (1830—1860), жена Исахаи Сигэтаки

Дети от наложницы Ити:
- Набэсима Наосага, двадцать восьмой сын и приёмный сын Набэсимы Наохару

Дети от наложницы Утасаки:
- Набэсима Фумитакэ (1839—1895), двадцать девятый сын

Дочь от неизвестной матери:
- Тамэ, жена Таку Сигэсуми